# Perú en los Juegos Suramericanos de Playa
Perú ha sido una de las naciones que ha participado en los Juegos Suramericanos de Playa de manera ininterrumpida desde la primera edición que se realizó en Uruguay en 2009.
El país está representado ante los Juegos Suramericanos por el Comité Olímpico del Perú.

## Medallero
| Sede                             | Oro | Plata | Bronce | Total | Posición |
| -------------------------------- | --- | ----- | ------ | ----- | -------- |
| Montevideo y Punta del Este 2009 | 1   | 2     | 0      | 3     | 6/15     |
| Manta 2011                       | 2   | 1     | 2      | 5     | 4/13     |
| La Guaira y Naiguatá 2014        | 5   | 0     | 3      | 8     | 6/14     |
| Rosario 2019                     | 13  | 2     | 4      | 19    | 2/14     |
| Total                            | 21  | 5     | 9      | 35    | 3/10     |